# Deutsch-Britische Juristenvereinigung
Die deutsch-britische Juristenvereinigung ist ein deutscher Verein mit Sitz in Hamburg, dessen Mitglieder vorwiegend Juristen sind, die die Zusammenarbeit mit Kollegen aus Großbritannien und Irland verbessern und dadurch die Völkerverständigung pflegen möchten. Die Veranstaltungen des Vereins werden stets zusammen mit der britischen Schwestervereinigung, der British-German-Jurists´ Association organisiert. Die Vereinigung hat etwa 900 Mitglieder (Stand: Sommer 2006). Die britische Schwestervereinigung hat ungefähr die Hälfte dieser Mitgliederzahl.

## Geschichte
Am 14. Dezember 1968 fand ein erstes Treffen von acht britischen und deutschen Juristen in London unter Leitung von Kenneth R. Simmonds statt, die das Ziel verband, den Gedanken- und Erfahrungsaustausches zwischen den Juristen beider Länder zu fördern. Sie beschlossen, eine deutsch-britische Juristenvereinigung zu gründen. Die Gründung des Vereins erfolgte dann am 31. Oktober 1970 in Frankfurt am Main. Bereits einige Zeit vorher war die britische Schwestervereinigung – The British-German-Jurists’ Association – unter dem Vorsitz von Lord Kenneth Diplock (1907–1985) in London gegründet worden. Am 15. Januar 1971 wurde die Vereinigung in das Vereinsregister Hamburg eingetragen. Zum ersten Präsidenten der Vereinigung wurde auf der Gründungsversammlung Gerhard Leibholz gewählt, Helmut R. Külz zum 1. Vizepräsidenten. Der erste Generalsekretär wurde der Rechtsanwalt  Hans Dietrich Preyer. Nachfolger von Leibholz als Präsident wurde im Herbst 1979 der spätere Präsident des Bundesverfassungsgerichts, Wolfgang Zeidler. Er hatte dieses Amt bis zu seinem frühen Tod 1987 inne. Dritter Präsident wurde im Herbst 1988 der Präsident des Hamburgischen Verfassungsgerichts und des Hanseatischen Oberlandesgerichtes in Hamburg, Helmut Plambeck; Vizepräsident wurde Friedrich Kretschmer, seinerzeit Leiter der Abteilung Recht, Wettbewerbspolitik und Versicherung des Bundesverbandes der Deutschen Industrie. Plambeck war bis zum 5. Oktober 2002 Präsident und ist seitdem das erste Ehrenmitglied der Vereinigung. Neue Präsidentin ist seit 5. Oktober 2002 Inga Schmidt-Syaßen, Vorsitzende Richterin am Hanseatischen Oberlandesgericht. Generalsekretär ist der Hamburger Rechtsanwalt Tobias Beckmann.

## Vereinsleben
Die Mitglieder beider Vereinigungen treffen sich regelmäßig zwei Mal im Jahr, wobei die Sitzung im Frühjahr in Großbritannien und die Herbstsitzung in Deutschland stattfindet. Die Treffen werden an stets wechselnden Orten in beiden Ländern durchgeführt. Gelegentlich finden sie auch in Drittstaaten statt wie 2005 in Straßburg oder 2009 in Den Haag. Im Mittelpunkt stehen Fachvorträge zu aktuellen juristischen Fragen, die in der Regel jeweils von zwei Referenten aus der Sicht beider Rechtssysteme behandelt werden. Beide Sprachen sind dabei gleichberechtigte Tagungssprachen. Um auch Studenten den Besuch der Tagungen zu ermöglichen, werden Stipendien vergeben.